# Charles Bettelheim
Pour les articles homonymes, voir Bettelheim.
 (juillet 2024).
Si vous disposez d'ouvrages ou d'articles de référence ou si vous connaissez des sites web de qualité traitant du thème abordé ici, merci de compléter l'article en donnant les références utiles à sa vérifiabilité et en les liant à la section « Notes et références ».
Charles Bettelheim, né le 20 novembre 1913 à Paris 17e, mort le 20 juillet 2006 à Gentilly, est un économiste et historien français de renommée internationale, fondateur du Centre d'études des modes d'industrialisation (CEMI) à l'École des hautes études en sciences sociales. Conseiller économique des gouvernements de plusieurs pays en voie de développement pendant la période de la décolonisation, il fut très influent dans le milieu de la nouvelle gauche française et considéré par Le Monde, au début des années 1970, comme l'un « des marxistes les plus en vue dans le monde capitaliste » en Europe occidentale de même qu'en Amérique latine et en Inde.
Son engagement militant passe de l’adhésion au Parti communiste dans sa jeunesse à l’engouement pour le maoïsme dans les années 1970.

## Biographie
Le père de Charles Bettelheim, Henri Bettelheim, était autrichien d'origine juive, représentant d'une banque suisse à Paris. La famille dut quitter la France après le début de la Première Guerre mondiale en 1914. Les Bettelheim vécurent ensuite en Suisse, puis en Égypte. En 1922, Charles Bettelheim retourne à Paris avec sa mère française, pendant que son père, demeuré en Égypte, se suicide.
Après la prise de pouvoir de Hitler en 1933, Charles Bettelheim rompt avec son milieu d'origine bourgeoise et adhère aux Jeunesses communistes, puis au Parti communiste. Outre des études de philosophie, de sociologie, de droit et de psychologie, il apprend la langue russe. Ayant rejoint les Jeunesses Communistes (JC) à un moment où la ligne « classe contre classe » prédomine, Charles Bettelheim voit d’un mauvais œil l’alliance du Parti communiste avec les socialistes. En juillet 1936, il se rend à Moscou avec un visa touristique ; grâce à sa maîtrise de la langue, il obtient un permis de séjour de cinq mois pendant lesquels il travaille en tant que guide touristique, puis dans la rédaction française du Journal de Moscou et enfin chez Mosfilm où il réalise des doublages. Les expériences de ce séjour, y compris l'atmosphère d'anxiété au début des « épurations » et des tribunaux contre les dirigeants bolchéviques opposés à Staline, lui font prendre une distance critique envers l'Union soviétique, sans qu'il abandonne pourtant ses convictions communistes. Il est exclu du parti pour ses remarques « calomnieuses ». En 1937 il se marie avec la jeune militante communiste Lucette Beauvallet. Il se rapproche alors des trotskistes, notamment du Parti ouvrier internationaliste (bolchevik-léniniste). Durant l'occupation allemande, il entre même au bureau politique de cette organisation.
Sa décision de choisir l'économie comme profession n'est pas facile au fait qu'en ce temps on la considère comme une science mineure, mais en tant que connaisseur de l'URSS et de l'économie planifiée, Bettelheim y peut remplir une lacune. Consacrés à la planification soviétique, mais ne recourant que de façon sous-entendue aux schèmes d’analyse marxiste, son doctorat et ses premiers articles scientifiques contribuent à lui donner une image de respectabilité. Pour des raisons économiques, il accepte, à partir de 1943, de travailler pour la Fondation Alexis Carrel et pour le Centre d’information interprofessionnel, deux organismes de réflexion et d’information économiques et sociales créés par le régime de Vichy. En 1944, grâce à des contacts dans les milieux résistants il devient fonctionnaire du ministère du Travail ; en 1948, il entre à la VIe section de l'École pratique des hautes études (EPHE) et est nommé directeur d'études. Il publie des articles dans les principales revues académiques de l’après-guerre (Revue d’économie politique et Revue économique) et ses ouvrages y font l’objet de comptes rendus dans l’ensemble plutôt favorables. Après être passé par le Centre d’études sociologiques dirigé par Pierre Naville et Georges Friedmann, il a créé en 1950 son propre laboratoire à l’EPHE, le Groupe d’études des problèmes de planification, au sein duquel il poursuit ses recherches visant à montrer, contre Friedrich Hayek, Ludwig von Mises et leurs tenants, que le calcul économique est possible en économie socialiste et que la planification n’a pas nécessairement pour corollaire la dictature et l’arbitraire.
Entre 1950 et 1954, Bettellheim participe aux Notes et études économiques diffusées par la section économique du Comité central du PCF. Charles Bettelheim anime lui-même à partir de 1951 sa propre revue (Problèmes de planification) qui emploie certains des économistes communistes, comme Léon Lavallée, l’un des piliers de la section économique. Quand, en 1954, le Parti crée sa revue, Économie et politique, Charles Bettelheim accepte d’y publier. Ce dernier collabore également à la Revue internationale où il fait la connaissance de nombreux économistes étrangers notamment les marxistes américains Leo Huberman et Paul Sweezy, fondateurs de la Monthly Review. À partir de là, sa carrière s'internationalise. En 1952, il se trouve ainsi invité pour plusieurs années par le statisticien et économiste Prasanta Chandra Mahalanobis à participer à l’élaboration du second plan indien (Bettelheim est officiellement expert des Nations unies).
Dans les années 1950, Bettelheim commence ses activités internationales en tant que conseiller des gouvernements du Tiers Monde. Il est l'interlocuteur de Nasser en Égypte, de Nehru en Inde et de Ben Bella en Algérie. En 1958, il crée une base institutionnelle de ses recherches en fondant le Centre d'Étude de Planification Socialiste qui deviendra le CEMI (Centre d'Études sur les Modes d'Industrialisation) en 1976. En 1960, Che Guevara l'invite à Cuba où il participe au « grand débat » sur l'économie socialiste dans lequel il s'oppose aux positions centralisatrices de Guevara. Entre les années 1950 et 1970, il se trouve sollicité, à titre personnel, par l’Algérie, le Cambodge, la Guinée, le Mali, l’Irak, etc.
Au début des années 1970, Bettelheim rompt avec Cuba dans un article dans Le Monde dans lequel il dénonce la « soviétisation » du régime. Avant cet article de 1971, il était le président de l'association France-Cuba à compter de 1962, en parallèle, il était président de l'association des amitiés franco-vietnamiennes de 1961 à 1979 et de l'association des amitiés franco-chinoises de 1966 à 1977.
Depuis 1966, Bettelheim s'intéresse tout particulièrement à la Chine. Sur le plan théorique, il coopère avec un groupe maoïste français, l'Union des jeunesses communistes marxistes-léninistes, mais sans se lier directement à l'organisation. En tant que président de l'Association des amitiés franco-chinoises, il visite la République populaire de Chine plusieurs fois pour étudier les nouveaux modes de la gestion industrielle créés par la « Révolution culturelle prolétarienne ». Après la mort de Mao Zedong en 1976, Bettelheim prend une position très critique envers les nouveaux dirigeants (Hua Guofeng et Deng Xiaoping) qui commencent à abandonner les principes maoïstes en les remplaçant par une politique de modernisation que Bettelheim considère comme restauratrice et autoritaire.
À partir de 1980, Bettelheim de plus en plus tombe dans l'oubli –  un résultat des profonds changements politiques dans le Tiers monde et en Europe à la suite du déclin et puis de l'échec du « socialisme réel » qui ont rendu « obsolètes » les paradigmes des débats sur un développement des pays du Sud au moyen d'une économie planifiée et indépendante du marché mondial, auxquels Bettelheim a beaucoup contribué. Bettelheim a rédigé un volume de mémoires qui est resté inachevé, il a également publié de nombreux ouvrages et était le codirecteur, avec Jacques Charrière de la collection « Economie et socialisme » des Éditions Maspero de 1964 à 1982.

## Pensée
Malgré ses expériences négatives à Moscou, Bettelheim a gardé une attitude favorable au socialisme soviétique jusqu'au début des années 1960, indiquant les réalisations économiques de l'URSS qu'il apprécie d'un point de vue indépendant. En 1956, il appuie la « déstalinisation » inaugurée par Nikita Khrouchtchev au XXe congrès du Parti communiste de l'Union soviétique et les réformes conçues par l'économiste soviétique Evseï Liberman, visant à une décentralisation des décisions dans le cadre de la planification.

### Du débat cubain à la critique de l'«économisme»
Dans le débat cubain en 1963, Bettelheim s'est opposé aux idées volontaristes de Che Guevara, qui voulait abolir le marché et la production des marchandises par une industrialisation très rapide et centralisée, mobilisant moralement l' « homme nouveau ». Bettelheim s'est prononcé aussi contre la conception de Fidel Castro, qui favorisait la monoculture dans la production du sucre comme base de l'économie cubaine ainsi que des rapports étroits avec l'URSS. À Cuba, Bettelheim a recommandé une économie diversifiée, basée sur l'agriculture, une industrialisation prudente, une planification largement décentralisée, des formes mixtes de propriété avec des éléments de marché – une stratégie pragmatique semblable à la « nouvelle politique économique » inaugurée en Russie par Lénine en 1922. Contre Guevara, Bettelheim a argumenté (se rapportant aussi aux derniers écrits de Staline) que la « loi de la valeur » représente des rapports sociaux objectifs qui ne peuvent pas être surmontés par des décisions de volonté mais seulement par un processus de transformation sociale de longue durée.
Dans ce débat s'est montrée la différence profonde qui désormais séparera Bettelheim de l' « orthodoxie » marxiste qui considère le socialisme comme résultat du développement et de la centralisation au maximum des forces productives industrielles. Pour Bettelheim, le socialisme est plutôt une voie alternative du développement, un processus de transformation des rapports sociaux. Inspiré par la Révolution culturelle chinoise et la pensée de Mao Zedong et en coopération avec le philosophe marxiste Louis Althusser, Bettelheim s'oppose à l' « économisme » et au « primat des forces productives » du marxisme traditionnel : contre l'idée que la transformation socialiste des rapports sociaux serait un effet nécessaire du développement des forces productives (en les libérant des liens auxquels, selon l'orthodoxie marxiste, la propriété privée les soumet dans la société bourgeoise) il affirme la nécessité de transformer activement et politiquement les rapports sociaux. Dans son livre Calcul économique et formes de propriété, Bettelheim repense les problèmes de la transition au socialisme en critiquant la supposition que la nationalisation et la propriété étatique des moyens de production serait déjà « socialiste » – ce n'est pas la forme juridique de la propriété mais la socialisation réelle des rapports de production qui caractérise la transition ; le problème crucial de la planification socialiste est le remplacement de la forme-valeur par le développement d'une méthode de mesure rendant compte de l'utilité sociale de la production.

### L'expérience chinoise et l'analyse de l'URSS
En Chine, Bettelheim a l'impression qu'il est en train d'assister à un tel processus de transformation. En particulier, il soutient que la Révolution culturelle – une révolution de la superstructure politique, idéologique et culturelle – a changé l'organisation industrielle en l'accompagnant d'une participation générale des travailleurs à toutes les décisions et en surmontant la division du travail manuel et intellectuel. Pendant ces années, la Chine est le modèle de référence de l' « école radicale de l'économie » néomarxiste, représentée par Bettelheim, Paul M. Sweezy, André Gunder Frank, Samir Amin et d'autres qui, en s'opposant aux théories de la « modernisation », affirment qu'à la périphérie du système mondial capitaliste, dans les pays « sous-développés » un « développement » n'est possible que sous la condition que ces pays se détachent des rapports inégaux et asymétriques du marché mondial dominé par les pays impérialistes, pour choisir un chemin différent et autonome : le développement d'une production non pas pour le profit ou pour une accumulation de richesses abstraites mais pour les besoins du peuple.
Sous le signe d'un tel accès « maoïsant », Bettelheim commence son ouvrage volumineux sur l'histoire de l'Union soviétique, Les luttes de classes en URSS (1974-1982), où il examine les raisons des déformations du socialisme soviétique qui, selon Bettelheim, n'est qu'un « capitalisme d'État ». Bettelheim montre qu'après la Révolution russe, les bolchéviques n'ont pas réussi à stabiliser à long terme l'alliance des ouvriers et des paysans pauvres conçue par Lénine. Durant les années 1920, cette alliance est remplacée par une alliance des élites ouvrières et de l'intelligence technique contre les paysans, débouchant sur la collectivisation forcée de l'agriculture en 1928. L'idéologie « économiste » (le « primat des forces productives »), née dans la social-démocratie et nourrie des intérêts de l' « aristocratie ouvrière » et des intellectuels progressistes, ressuscite au sein du Parti bolchévique, fonctionnant comme une légitimation des nouvelles élites technocratiques qui établissent les mêmes hiérarchies, divisions de travail et différenciations sociales que le capitalisme. Cependant l'illusion « juridique » selon laquelle la propriété d'État est définie comme « socialiste » cache l'exploitation réelle. Finalement, Bettelheim a mis en doute le caractère socialiste de la Révolution d'Octobre, l'interprétant comme la prise de pouvoir d'un courant radical de l'intelligentsia russe qui a « confisqué » la révolution populaire.

### Déclin du milieu marxiste
Quand, en 1978, la République populaire de Chine sous la direction de Deng Xiaoping met fin à la stratégie « maoïste » du développement autarcique et guidé par le primat de la politique, pour réaffirmer le primat de l'économie et s'insérer au marché mondial, le paradigme des théoriciens du développement autonome a perdu sa force de conviction. En même temps, l'influence du marxisme a décliné, spécialement en France, où  les marxistes critiques comme Bettelheim ont perdu de leur visibilité, en même temps que l'orthodoxie archéo-communiste. Lui, qui n'a jamais abandonné la pensée marxienne, perdit alors son autorité. En 1982, il publia les deux tomes de la troisième partie de Les luttes de classes en URSS, dédiés aux « dominés » et « dominants » du stalinisme, mais le milieu marxiste dans lequel Bettelheim avait été enraciné auparavant s'était dissout. Aujourd'hui l'Inde est le seul pays où Bettelheim est encore l'objet d'une discussion[réf. nécessaire].
À partir des années 1980, son œuvre, comme celles de nombreux théoriciens marxistes, s’est vue « rayée d’un trait de plume, sans doute parce qu’il est difficile d’y dissocier recherche et militantisme ».

## Héritage
Sa pensée marxiste hétérodoxe a contribué à la mise en doute du « progressisme » et du « productivisme » de la gauche classique, donnant lieu à une pensée « alternative » qui ne fait plus dériver l'idée de l'émancipation sociale de la croissance industrielle comme fin en soi, mais aspire à l'insertion du développement productif dans un contexte de rapports sociaux conscients (au fond, ce n'est que l'idée originale de Marx : rompre la soumission de l'agir social au processus de production en faveur de sa soumission consciente à la production des besoins sociaux)[réf. nécessaire]. Ainsi, Bettelheim a été un intermédiaire entre la pensée « rouge » et « verte », entre le socialisme et l'écologie[réf. nécessaire]. Sur le plan de la théorie économique, ses analyses, en distinguant des formes différentes du capitalisme, ont influencé l'École de la régulation[réf. nécessaire].

## Publications

### Ouvrages
- La Planification soviétique, Rivière, 1945.
- L'Économie allemande sous le nazisme, un aspect de la décadence du capitalisme, Rivière, 1946 (Bibliothèque générale d'économie politique).
- Problèmes théoriques et pratiques de la planification, PUF, 1946.
- Bilan de l'économie française (1919-1946), PUF, 1947.
- Esquisse d'un tableau économique de l'Europe, Domat, 1948.
- L'Économie soviétique, Sirey, 1950.
- Une Ville française moyenne. Auxerre en 1950. Étude de structure sociale et urbaine, (avec Suzanne Frère) Colin, 1950 (Cahiers de la fondation nationale des sciences politiques).
- L'Inde indépendante, Colin, 1962.
- Planification et croissance accélérée, Maspero, 1964.
- La construction du socialisme en Chine, Maspero, 1965.
- La Transition vers l'économie socialiste, Maspero, 1968.
- Calcul économique et formes de propriété, Maspero, 1971.
- Révolution culturelle et organisation industrielle en Chine, Maspero, 1973.
- Les Luttes de classes en URSS – Première période, 1917-1923, Seuil/Maspero, 1974.
- Les Luttes de classes en URSS – Deuxième période, 1923-1930, Seuil/Maspero, 1977.
- Questions sur la Chine, après la mort de Mao Tsé-toung, Maspero, 1978.
- Les Luttes de classes en URSS – Troisième période, 1930-1941, Seuil/Maspero, 1982.
- L’industrialisation de l'URSS dans les années 1930, EHESS, 1982
- Moscou place du manège, Scarabée&Compagnie, 1984

### Articles
- « Modèles de croissance et développement économique », Tiers-Monde, tome I, nos. 1-2, 1960.
- « La pensée marxienne à l'épreuve de l'histoire », interview dans Les Temps modernes, nº 472, 1985.
- « La pertinence des concepts marxiens de classe et lutte de classes pour analyser la société soviétique », dans Marx en perspective, Éditions de l'EHESS, 1985.